# دایره طلایی
دایرهٔ طلایی برنامهٔ تلویزیونی ویژهٔ تحلیل و بررسی کشتی ایران و جهان است. تحلیل و بررسی مسائل روز کشتی، روزشمار المپیک و گفت‌وگو با مشاهیر و کارشناس های کشتی و مهمان ها و… از بخش‌های مختلف این برنامه است.همچنین آیتم با قهرمانان برنامه به هادی عامل کارشناس و گزارشگر کشتی اختصاص خواهد داشت. این برنامه با اجرای شهاب قاسمی و سید مصطفی حسینی و تهیه‌کنندگی حامد غفاری روی آنتن می‌رود.

## پیشینه
دایرهٔ طلایی در سال ۱۳۹۸ توسط حامد غفاری بنیان‌گذاری شد. نخستین قسمت این برنامه در ۲۱ دی ۱۳۹۸ پخش شد.

## اطلاعات فصل‌ها
| فصل | تاریخ و زمان پخش | شروع فصل   | پایان فصل | تعداد قسمت‌های پخش شده | دامنه قسمت | فصل تلویزیون | شبکه تلویزیونی |
| --- | ---------------- | ---------- | --------- | --------------------- | ---------- | ------------ | -------------- |
| ۱   | شنبه ۱۷:۰۰       | ۲۱ دی ۱۳۹۸ |           | ۲۲                    | ۱–         | ۱۳۹۸–۱۳۹۹    | شبکه سه        |